# Adelsö
Adelsö es una isla en medio del lago Mälaren, en Suecia, cerca de la parte del sur y norte de Björkfjärden. El centro administrativo del importante asentamiento vikingo de Birka (en la vecina isla de Björkö) se situaba en Hovgården en Adelsö.
El paisaje se compone de colinas cubiertas de pinos y crestas rocosas salpicadas de campos y árboles de hoja caduca, principalmente de roble. El punto más alto de Adelsö es el monte de Kunsta, que está a 53,2 m sobre el nivel del mar.